# Drawa (flod)

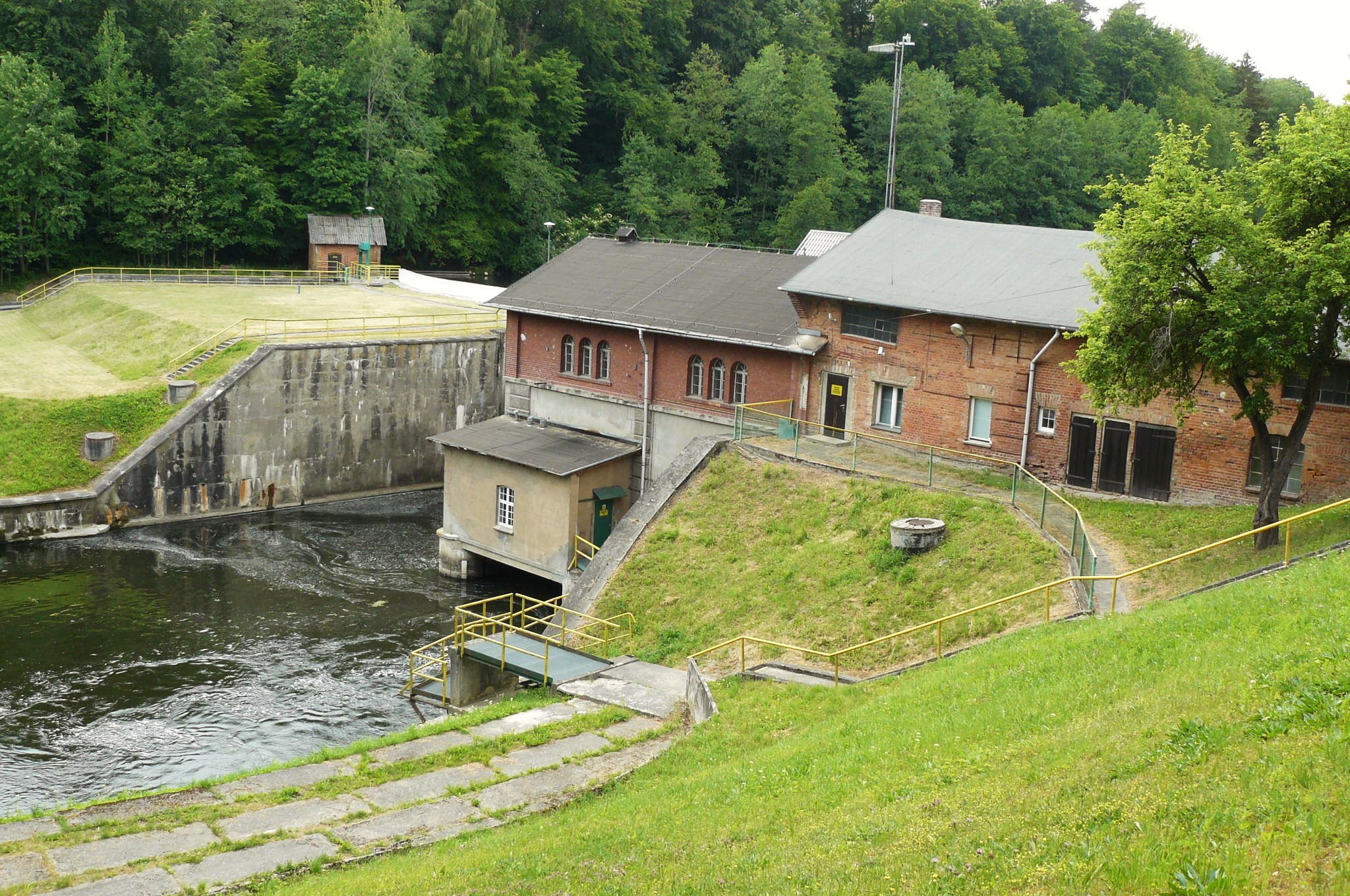
Kamiennakraftverket i Drawa nationalpark.

Drawa är en 186 kilometer lång flod i nordvästra Polen som rinner genom Västpommerns vojvodskap och Storpolens vojvodskap. Floden utgör en biflod till Noteć och ingår därmed i Wartas och Oders avrinningsområde.
Drawa har sin källa på 212 meters höjd över havet nära byn Ogrodno utanför Połczyn-Zdrój. Floden flyter huvudsakligen i sydlig riktning och passerar städerna Złocieniec, Drawsko Pomorskie och Drawno. I närheten av staden Krzyż Wielkopolski mynnar den i Noteć.